# オン・キム・スウィー
オン・キム・スウィー（中国語: 王 金瑞; 拼音: Wáng Jīn Ruì、1970年12月11日 - ）は、マレーシアの元サッカー選手、サッカー指導者。元マレーシア代表。現役時代のポジションはMF。2015年から2017年までサッカーマレーシア代表の監督を務めた。

## 選手歴
1991年にマラッカ・ユナイテッドFAでプロデビュー。チョー・クァイ・ラム監督の下バルセロナオリンピックに臨むサッカー同国代表にも選出された。
1993年にはサラワクFAに移籍し2シーズン所属した。その後、1994年末にサバFAへ移籍。サバFAではピアラFAマレーシアを1995年に、マレーシアリーグを1996年に制覇した。

## 代表歴
バルセロナオリンピックに臨むオリンピック代表で1990年に代表初出場を果たした。
A代表初出場となったのはその4年後、1994年9月22日に行われたクウェート代表との一戦であった。その後、1994年のアジア競技大会の際にもメンバー入りを果たした。
また、マレーシア・セレクションとしては1995年のCRフラメンゴとの親善試合の際にメンバー入りを果たし、この試合は1-1の引き分けとなった。

## 監督歴
監督としては2005年にかつて選手として在籍したマラッカ・ユナイテッドFAでデビューした。その後2009年にはラヤゴパル・クリシュナサミの後任としてハリマウ・ムダAの監督となった。初年度にはマレーシア・プレミアリーグを制覇する快挙を成し遂げた。その後、ロンドンオリンピックサッカーアジア予選及び2011年東南アジア競技大会に臨むU-23代表の監督を務め、後者では優勝を飾った。U-23代表のみならず、U-23の国有クラブチーム、ハリマウ・ムダAの監督も兼任した。
2015年には、ダラー・サラーの辞任に伴いサッカーマレーシア代表の監督に就任した。
2017年からU-22の監督に就任。

## 人物
彼はイングランドのアーセナルFCのサポーターである。

## タイトル

### 選手
サバFA
- ピアラFAマレーシア: 1995
- マレーシアリーグ: 1996

### 監督
ハリマウ・ムダ
- マレーシア・プレミアリーグ: 2009

マレーシアU23代表
- 東南アジア競技大会: 2011
- ムルデカ大会: 2013